# جوزف اوروین
جوزف اوروین (انگلیسی: Joseph Urwin؛ ۲۵ فوریه ۱۹۰۹ – q1 ۱۹۷۶ (۶۶−۶۷ سال)) بازیکن فوتبال بود.
از باشگاه‌هایی که در آن بازی کرده‌است می‌توان به باشگاه فوتبال چسترفیلد اشاره کرد.